# Pneumohydraulischer Druckübersetzer

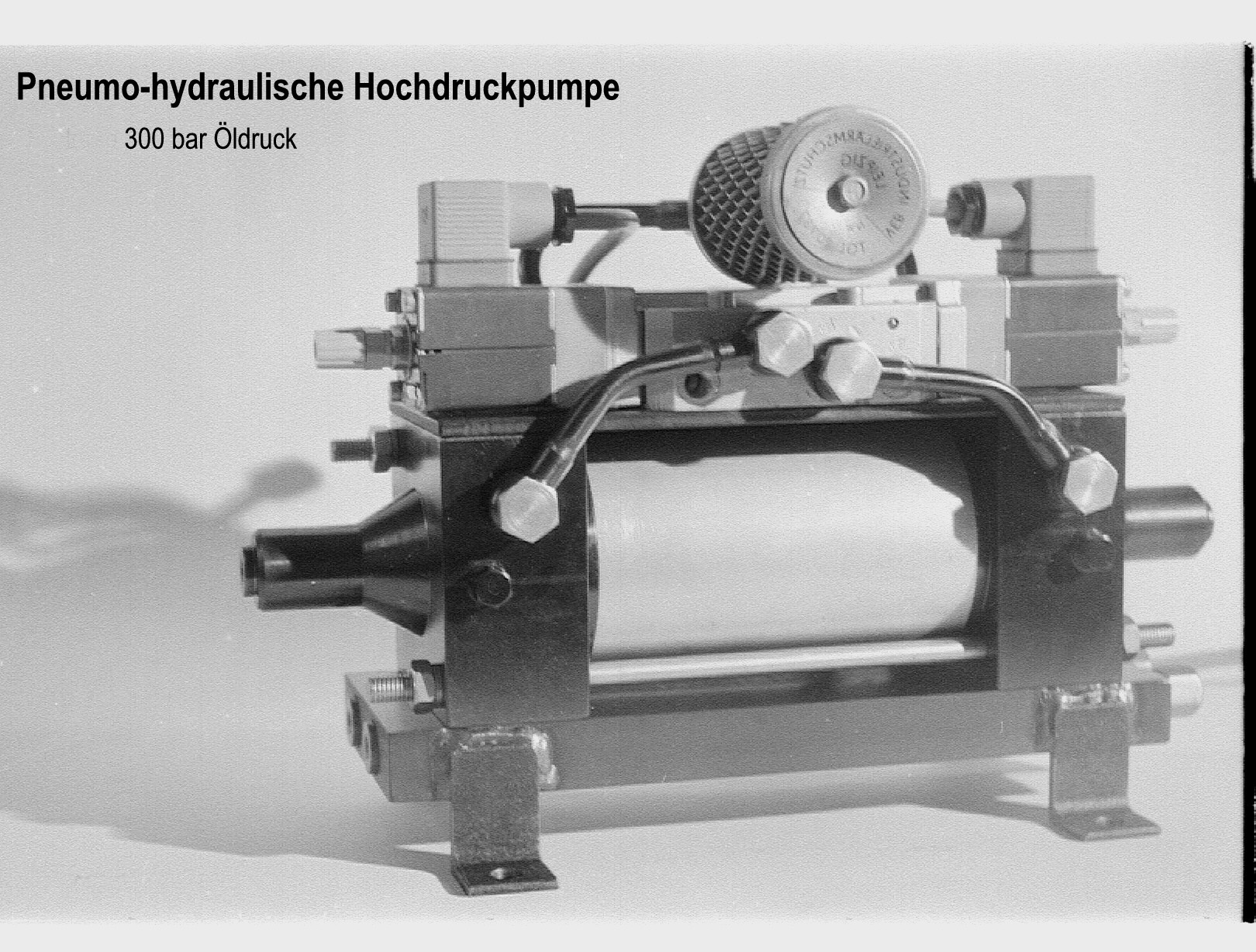
Prototyp eines Druckübersetzers (1991)

Ein pneumohydraulischer Druckübersetzer (auch Druckmultiplikator) ist eine Kolbenpumpe, bei der Druckluft auf eine Kolbenfläche wirkt, welche mit einem deutlich kleineren Kolben in einem ölgefüllten Zylinder verbunden ist.

## Funktionsweise
Die Differenz der Kolbenflächen von Luft- und Ölkolben erzeugt das Übersetzungsverhältnis zwischen Antriebsdruckluft und Ausgangsöldruck. Eine Bewegungsumsteuerung in den Endlagen des Kolbenhubes erzeugt die Hubbewegung und damit die Ölförderung. Der Druckübersetzer kann einfachwirkend (ein Ölkolben) oder doppelt wirkend (zwei Ölkolben), ausgeführt sein.

## Eigenschaften
Typisch für diesen Pumpentyp ist die relativ geringe Fördermenge bei gleichzeitig sehr hohem Öldruck. Das besondere Merkmal des Druckübersetzers ist die Aufrechterhaltung des Öldruckes im Stillstand der Pumpe. Die Bewegungsumsteuerung in den Hubendlagen kann mechanisch, pneumatisch oder auch elektronisch gesteuert erfolgen. Es werden Übersetzungsverhältnisse zwischen Antriebsdruck und Ausgangsöldruck von 1:100 erreicht.